# Serra radial de braç

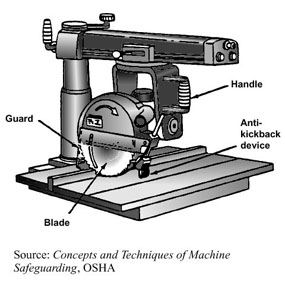
Serra radial de braç

La serra radial de braç és una màquina de tall, que consisteix en una serra circular muntada en un braç lliscant horitzontal. Inventada el 1923, la serra de braç radial va ser la principal eina usada per a tallar de través llargues peces de fusta fins a l'arribada, en la dècada dels setanta, de la serra de biaix.
També pot servir per a fer ranures, juntes de rebaix i juntes a mitja fusta. A més, algunes serres de braç radial es poden girar paral·lelament per obtenir un tall longitudinal (segons la veta de la fusta).

## Orígens
A diferència de la majoria de les màquines per a la fusteria, la serra de braç radial té una gènesi clara: va ser inventada per Raymond De Walt, nadiu de Bridgeton, Nova Jersey. De Walt va presentar la sol·licitud de patent el 1923 i li va ser atorgada el 1925. De Walt i altres inventors van patentar successivament nombroses variacions sobre l'original, però el disseny inicial, venut amb el sobrenom de Wonder Worker ('Treballador Meravellós'), va romandre com el més reeixit: una serra circular accionada directament per un motor elèctric sostingut en un jou que llisca al llarg d'un braç horitzontal a certa distància per sobre de la superfície d'una taula horitzontal.